# 萨德尔城

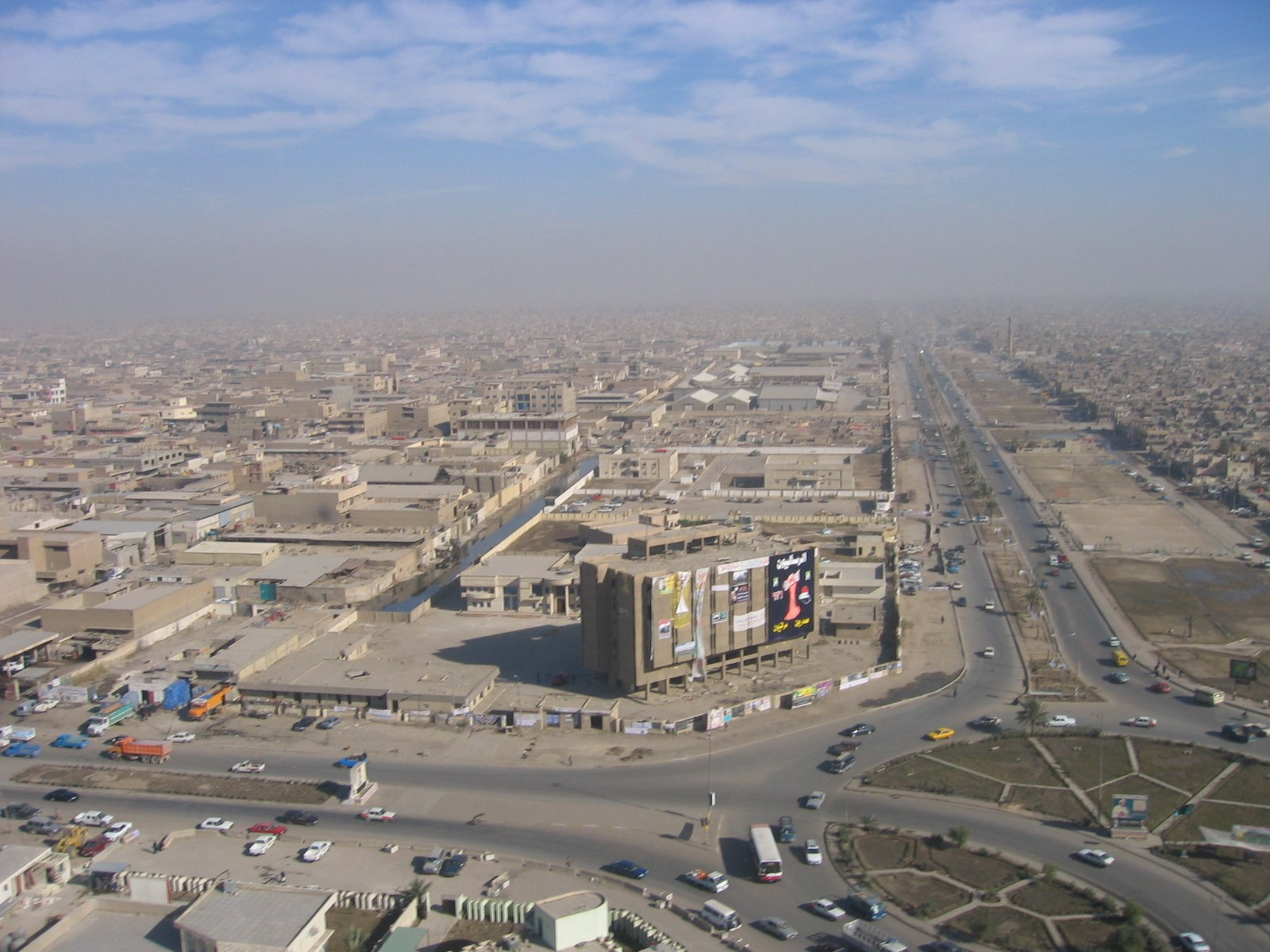
萨德尔城

萨德尔城（阿拉伯语：‎）是伊拉克首都巴格达的一个区，由伊拉克前总理阿布德·卡里姆·卡西姆于1959年建立，原名革命城，后为了纪念什叶派领袖穆罕默德·穆罕默德·萨迪克·萨德尔而改为现在的名称。
薩德爾市——或者更準確地說是塔瓦拉區——是巴格達的九個行政區之一。作為薩達姆侯賽因忽視的公共住房項目，薩德爾市擁有大約 100 萬居民。

## 歷史

### 重建
2010年，土耳其承包商獲得了重建巴格達薩德爾城的競標。一個土耳其財團中標了巴格達薩德爾城的建設，並提出以 113 億美元的價格完成這個龐大的項目。該項目涉及建造一座擁有 75,000 套住房的現代化城市，最多可容納 600,000 人。